# System autorski
System autorski – rodzaj niekomercyjnej gry fabularnej (RPG) stworzonej przez graczy i niewydanej w żadnego rodzaju wydawnictwie. Gry takie najczęściej rozprowadzane są za darmo, rzadziej w różnego rodzaju periodykach poświęconych RPG.